# 日本SF新人賞
日本SF新人賞（にほんエスエフしんじんしょう）は、日本SF作家クラブが主催していた長編SF小説の新人賞である。1999年から2009年まで全11回実施された。

## 概要
日本の新人SF作家の登竜門となることを期して創設された。副賞は百万円。後援は徳間書店で、受賞作はここから刊行もしくは映像化される。日本SF新人賞の創設は1999年で、1997年度の日本SF大賞に先立って行われた日本SF作家クラブ総会の席で創設が決議された。授賞式は日本SF大賞と同時に発表される。2010年3月5日、第11回をもっての休止が発表された。
日本SF新人賞でデビューした作家の主な発表の場の1つとなっていた徳間書店の雑誌『SF Japan』（2000年創刊）も2011年2月刊行の2011年春号で最終号となり、この号には日本SF新人賞の受賞者21名のうち、照下土竜を除く20名の作家の短編が掲載された（受賞作が刊行されていない木立嶺の短編も掲載されている）。

## 選考委員
- 第1-3回：小松左京（委員長）、大原まり子、笠井潔、神林長平、小谷真理、山田正紀
- 第4回：筒井康隆（委員長）、新井素子、井上雅彦、久美沙織、谷甲州、野阿梓
- 第5回：豊田有恒（委員長）、新井素子、井上雅彦、久美沙織、谷甲州、野阿梓
- 第6-7回：夢枕獏（委員長）、北野勇作、牧野修、ひかわ玲子、森岡浩之
- 第8-9回：梶尾真治（委員長）、小林泰三、浅暮三文、森奈津子、田中啓文
- 第10回：森下一仁（委員長）、飯野文彦、図子慧、林譲治、若木未生
- 第11回：山田正紀（委員長）、飯野文彦、図子慧、林讓治、若木未生

## 受賞作一覧
（受賞作決定が12月初旬であり、贈賞式は翌年）
| 回（年度）       | 受賞者                          | タイトル                                  | 刊行年月   | ISBN                | 備考                                             |
| ---------------- | ------------------------------- | ----------------------------------------- | ---------- | ------------------- | ------------------------------------------------ |
| 第1回（1999年）  | 三雲岳斗                        | M.G.H. 楽園の鏡像                         | 2000年6月  | ISBN 978-4198611941 | 2006年6月、徳間デュアル文庫、ISBN 978-4199051609 |
| 第1回（1999年）  | 【佳作】青木和（あおき かず）   | イミューン ぼくたちの敵                   | 2000年9月  | ISBN 978-4199050077 | 徳間デュアル文庫より刊行                         |
| 第1回（1999年）  | 【佳作】杉本蓮                  | KI.DO.U                                   | 2000年9月  | ISBN 978-4199050091 | 徳間デュアル文庫より刊行                         |
| 第2回（2000年）  | 吉川良太郎                      | ペロー・ザ・キャット全仕事                | 2001年5月  | ISBN 978-4198613495 |                                                  |
| 第2回（2000年）  | 谷口裕貴（たにぐち ひろき）     | ドッグファイト                            | 2001年5月  | ISBN 978-4198613501 |                                                  |
| 第3回（2001年）  | 井上剛（いのうえ つよし）       | マーブル騒動記                            | 2002年6月  | ISBN 978-4198615277 |                                                  |
| 第3回（2001年）  | 【佳作】坂本康宏                | 歩兵型戦闘車両ダブルオー                  | 2002年6月  | ISBN 978-4198615284 |                                                  |
| 第4回（2002年）  | 三島浩司                        | ルナ Orphan's trouble                     | 2003年6月  | ISBN 978-4198616953 |                                                  |
| 第5回（2003年）  | 八杉将司（やすぎ まさよし）     | 夢見る猫は、宇宙に眠る                    | 2004年7月  | ISBN 978-4198618803 |                                                  |
| 第5回（2003年）  | 【佳作】北國浩二                | ルドルフ・カイヨワの憂鬱                  | 2005年5月  | ISBN 978-4198620080 |                                                  |
| 第5回（2003年）  | 【佳作】片理誠（へんり まこと） | 終末の海 Mysterious Ark                   | 2005年3月  | ISBN 978-4198619893 |                                                  |
| 第6回（2004年）  | 照下土竜（ひのした もぐら）     | ゴーディーサンディー                      | 2005年5月  | ISBN 978-4198620172 |                                                  |
| 第7回（2005年）  | タタツシンイチ                  | マーダー・アイアン 絶対鋼鉄               | 2006年6月  | ISBN 978-4198621827 |                                                  |
| 第8回（2006年）  | 樺山三英                        | ジャン=ジャックの自意識の場合             | 2007年5月  | ISBN 978-4198623302 |                                                  |
| 第8回（2006年）  | 【佳作】木立嶺（こだち りょう） | 戦域軍ケージュン部隊                      | 未刊       | 未刊                |                                                  |
| 第9回（2007年）  | 中里友香                        | 黒十字サナトリウム                        | 2008年9月  | ISBN 978-4198625979 |                                                  |
| 第9回（2007年）  | 黒葉雅人                        | 宇宙細胞                                  | 2008年9月  | ISBN 978-4198625986 |                                                  |
| 第10回（2008年） | 天野邊（あまの ほとり）         | プシスファイラ                            | 2009年10月 | ISBN 978-4198628239 |                                                  |
| 第10回（2008年） | 杉山俊彦                        | 競馬の終わり                              | 2009年10月 | ISBN 978-4198628406 |                                                  |
| 第11回（2009年） | 伊野隆之                        | 樹環惑星‐ダイビング・オパリア‐            | 2010年11月 | ISBN 978-4198932510 |                                                  |
| 第11回（2009年） | 山口優                          | シンギュラリティ・コンクェスト 女神の誓約 | 2010年11月 | ISBN 978-4198932626 |                                                  |

## 受賞作と最終候補作一覧

### 第1回から第10回
第1回（1999年）
- 受賞作 『M.G.H.』三雲岳斗
  - 佳作 『イミューン』（『イミューン ぼくたちの敵』に改題）青木和／『KI.DO.U』杉本蓮
  - 最終候補作
    - 『MOHO』菅野嘉則
    - 『パッチワールド』弾射音
    - 『天馬征くところ』富川典康
    - 『インフィニティ・ネット――無限の網』保前信英

第2回（2000年）
- 受賞作 『ペロー・ザ・キャット全仕事』吉川良太郎／『ドッグファイト』谷口裕貴
  - 最終候補作
    - 『理想郷〈エデン〉の落日』永田厳
    - 『マシンハンター』坂本康宏
    - 『クソイシ』いとういたる
    - 『象のいる街』渡辺健

第3回（2001年）
- 受賞作 『さらば牛肉』（『マーブル騒動記』に改題）井上剛
  - 佳作 『○○式歩兵型戦闘車両』（『歩兵型戦闘車両ダブルオー』に改題）坂本康宏
  - 最終候補作
    - 『フェンス』織倉正美
    - 『紅星遙かに　蒼星永久に』朝霧刹那
    - 『クリスタライズド』弾射音
    - 『時庭夢緒物語』永山驢馬

第4回（2002年）
- 受賞作 『ルナ（RNA）』（『ルナ Orphan's trouble』に改題）三島浩司
  - 最終候補作
    - 『海から届く声』浦島影
    - 『カイロスへ、ようこそ』櫻庭伊於里
    - 『地に満ちる』小沼貴裕
    - 『ドリーミング・ソロ』大木えりか

第5回（2003年）
- 受賞作 『夢見る猫は、宇宙に眠る』八杉将司
  - 佳作 『ルドルフ・カイヨワの事情』（『ルドルフ・カイヨワの憂鬱』に改題）北國浩二／『終末の海・韜晦の箱船』（『終末の海 Mysterious Ark』に改題）片理誠
  - 最終候補作
    - 『Heavenly Blue』鴇沢亜妃子
    - 『カレル』桑野一弘
    - 『デバイス』樽井聡子
    - 『君はいつか、空を見上げる』大木えりか

第6回（2004年）
- 受賞作 『ゴーディーサンディー』照下土竜
  - 最終候補作
    - 『リメインドロイデ』甘木数彦
    - 『ファイン！　二〇一Ｘ』理和憲司
    - 『タイムリテイカー～火星の時空訂正能力者～』緒川県

第7回（2005年）
- 受賞作 『マーダー・アイアン  ──万聖節前夜祭──』（『マーダー・アイアン 絶対鋼鉄』に改題）タタツシンイチ
  - 最終候補作
    - 『エクスチェンジリングス』甘木数彦
    - 『アプローチング・ゼロ』澤村理人
    - 『ＡＴＬＡＳ』滝川廉治

第8回（2006年）
- 受賞作 『ジャン＝ジャックの自意識の場合』樺山三英
  - 佳作 『戦域軍ケージュン部隊』木立嶺
  - 最終候補作
    - 『ウイルス』青浦英
    - 『星の歌』手島史詞
    - 『デフラグ』黒葉雅人
    - 『ソウル・キャッチャー』左畑志門

第9回（2007年）
- 受賞作 『黒十字サナトリウム』中里友香／『宇宙細胞』黒葉雅人
  - 最終候補作
    - 『鍵替記』三本木みわ
    - 『エクス・マキナ・ファミリア』叡惟匡見
    - 『むしくい』石田龍顕

第10回（2008年）
- 受賞作 『プシスファイラ』天野邊／『競馬の終わり』杉山俊彦
  - 最終候補作
    - 『トロイメライヒ　～夢幻の王国～』小松多聞
    - 『帰ってきたピーチボーイ』青砥邑
    - 『美しい人、白い鳥』弓木暁火

### 第11回以降
第11回（2009年）
- 受賞作　『樹環惑星‐ダイビング・オパリア‐』伊野隆之 / 『シンギュラリティ・コンクェスト 女神の誓約』山口優
  - 最終候補作
    - 『魔草男爵の館』大間了
    - 『捕虜改造用人工惑星ＮＥＧ－ＮＩＮ』希木偶人
    - 『月影パンダ』樽井砂都
    - 『異世界創造遊戯』森田こうし